# Frondarola
Frondarola è una frazione del comune di Teramo, sita a 6 km dal capoluogo, a un'altitudine di 483 m s.l.m.; ha circa 600 abitanti.

## Geografia fisica
Il paese, sede di un antico castello, sorge sullo spartiacque tra le valli del Vomano e del Tordino, con vista sulla catena del Gran Sasso d'Italia, sui Monti della Laga e sulle colline del pescarese e dell'ascolano e dominante il paesaggio collinare aprutino.

## Storia
Diversi sono stati i nomi utilizzati nell'antichità: Fornarolo, Forarolo, Frontariolo, Frontarola.

Secondo alcuni storici il nome deriverebbe dalla famiglia dei Furno (quindi il nome Furnarolo).

Rinvenimenti archeologici dimostrano che il paese era già abitato ai tempi dei Romani.

Il primo documento ufficiale che attesta l'esistenza di questo paese è un documento pubblico del 1076, con il quale il conte Trasmondo di Sifredo lo donò alla chiesa aprutina (di Teramo).

Nel 1156, Teramo fu distrutta dalle truppe del conte Roberto di Loritello.
Fu allora che i nobili fuggirono dalla città e si rifugiarono nelle località limitrofe.
Nel 1239 a Berardo di Fornarolo venne affidata la custodia di uno degli oltre 5000 prigionieri catturati da Federico II nella battaglia di Cortenuova.
Successivamente la potente famiglia dei Melatino si trasferì a Frondarola e nell'anno 1341 risultano i feudatari principali di quella zona, insieme ai di Fronto per alcune quote nella prima metà del sec. XIV.

Nel 1371 Matteo di Roberto, facente parte della stessa famiglia dei Melatino, fece iniziare la costruzione di una rocca (o castello).

Appartenne per qualche tempo anche alla famiglia teramana dei De Lellis che acquistò la metà del castello nel 1415 dai di Aquilano e che, trasferitasi nel chietino e poi a Napoli, diede i natali a San Camillo.
Nel 1424, i documenti attestano che il castello era passato alla famiglia degli Acquaviva di Atri.
Nel castello di Frondarola si rifugiarono persone ostili a Teramo che il 7 aprile 1459 fu costretta a mandare soldati per sedare le ostilità. La scaramuccia volse a favore di coloro che erano stanziati nel castello di Frondarola.
Vi furono anche dei morti.

Teramo riprovò con maggiori forze, espugnò il castello, lo depredò e lo distrusse in buona parte.
Il 5 marzo 1470 il Re Ferdinando I d'Aragona diede la facoltà a Teramo di salvare o distruggere il castello. La decisione dei teramani fu quella di distruggerlo.
Probabilmente gli abitanti di Frondarola chiesero la protezione dei duchi di Aquaviva di Atri, la cui presenza la si ritrova nel 1481, anche se la presenza dei duchi dura un breve periodo.
Nel 1505, quando si concluse la guerra fra aragonesi e francesi, Frondarola tornò sotto Teramo insieme con altre ventisette frazioni.
I resti del diruto castello erano visibili fino alla prima metà del Novecento. Poi il pietrame fu utilizzato per il restauro della chiesa parrocchiale e di altre case del paese.
Nel 1958, nel luogo ove sorgeva la rocca, fu costruito il grande edificio delle scuole elementari. Durante le escavazioni delle fondamenta, fu ritrovato lo scheletro di un gigantesco guerriero.
Nel 1960 fu asfaltata la strada che conduce al paese e fu eseguito un altro restauro della chiesa.

## Monumenti

### Chiesa parrocchiale del Santissimo Salvatore
Fu costruita prima del 1330. Nel 1860 fu completato il campanile a torre, nello stile tipico slanciato delle chiese marchigiane e teramane. La chiesa ha navata unica barocca, con altare maggiore dedicato al santo. L'esterno è piuttosto semplice, dove spicca il campanile in mattoni. Sopra la cella campanaria vi è una lanterna a tamburo con cuspide, tipico delle chiese come il Duomo di Teramo e di Atri.

### Chiesa della Madonna delle Grazie
La piccola chiesa è del 1658, sorta come cappella nobile dei Cozzi. Ha pianta rettangolare a navata unica, con muratura di pietra. La facciata ha un portale con lunetta spoglia, e un minuscolo rosone a raggi. Il campanile centrale è a vela.